# 大文字研二
大文字 研二（だいもんじ けんじ、1940年2月21日 - ）は、京都府京都市下京区出身で中村部屋と二所ノ関部屋に所属した大相撲力士。本名は田村 研二（たむら けんじ）。得意手は左四つ、上手投げ。身長183cm、体重106kg。最高位は西前頭5枚目（1970年1月場所）。

## 来歴・人物
地元の中学校を卒業後、全日本プロレス協会のレスラーとして活躍していたが、中村部屋（師匠は、元前頭1・楯甲）の元幕下・甲潟にスカウトされたのを機に角界入り。1956年3月場所で初土俵を踏んだ。
四股名は地元・京都市の祭り（五山送り火）に因んだ「大文字」を名乗り、引退まで通した。初土俵の同期には、後の関脇・開隆山や前頭・栗家山などがいる。初土俵から半年後には、大鵬（当初の四股名は「納谷」）が角界入りしている。彼とは同年生まれで晩年まで深い親交があった。
同じく全日本プロレス協会から勧誘された、嘉地（後の天山）は同部屋・同期生であり、後に十両まで昇進した。
その後、中村部屋の解散に伴い、1962年7月からは二所ノ関部屋に移籍している。大鵬はこのとき既に横綱で、大文字は入門時期からいえば兄弟子になるが、未だ幕下であったため、大鵬の付け人を務めることになった。
大鵬は自室にいる時、大文字を含めた付け人には絶対に荒っぽい言葉遣いはせず、稽古場や本場所の支度部屋では厳しい反面私生活では付け人が失敗をしても大鵬はやんわりと諭したという。
同年11月、22歳で十両に昇進。京都府出身としては、史上12人目（昭和戦後では鳳龍（立浪部屋）、若天龍（花籠部屋）に次いで3人目）の関取となった。
新十両の場所では2勝13敗と大きく負け越して1場所で幕下に落ちたが、1963年11月場所で2度目の十両昇進を果たすと十両に定着した。そして、再十両から3年後の1966年11月場所に於いて、待望の新入幕を果たした。
軽量というハンディキャップのため幕内での活躍はあまり無かったものの、十両には通算51場所（歴代4位タイ。1位は大潮・蜂矢の55場所）在位するなど、関取としては長く土俵に上がった。
現役晩年は幕下に下がり、西幕下3枚目の地位で途中休場した1973年7月場所を以って、33歳で引退した。
大文字の引退以降、23年10ヵ月に渡って京都府出身の関取経験者が不在となっていたが、彼と同じ京都市出身の大碇（現・甲山親方）が1997年5月場所の番付にて新十両力士として四股名を記載された事でようやく解消された（大碇はその後、前頭11枚目まで昇進している）。
引退後は年寄・押尾川を短期間襲名した後、同・西岩に名跡変更。以来、二所ノ関部屋から押尾川部屋→片男波部屋→二子山部屋→大鵬部屋（大嶽部屋）と所属部屋（いずれも二所ノ関一門）を転々としつつ後進の指導に当たり、2005年2月20日限りで日本相撲協会を停年退職した。
相撲協会では大阪場所担当委員という役職にあったので、停年直後の2005年3月場所のみ、臨時嘱託という身分で場所の運営に努めている。

## 取り口
- 左差し右上手を取って、半身の体勢から引きずるような上手投げを打つのが得意であった。
- プロレス時代の癖なのか、仕切り直しのたびに左腕を前に突き出して相手を睨む所作を見せていた。

## 人物・エピソード
- 好物は素麺。まだ関取昇進前であった天龍源一郎は外で飲んでいた大文字に電話で言いつけられて素麺を作ることがあった。既製の麺つゆを認めず、天龍が鰹節から出汁を取らずに市販の麺つゆで済ませると即座に見抜いて叱った[3]。
- 大鵬とは麻雀仲間でもあり、映画通でもあった大文字はしばしば大鵬の映画鑑賞の手配を行っていた[2]。
- 幕下時代に、珍しい「五輪砕き」という技を見せた事がある。

## 主な成績・記録
- 通算成績：598勝579敗15休1分 勝率.508
- 幕内成績：43勝62敗 勝率.410
- 現役在位：101場所
- 幕内在位：7場所
- 各段優勝
  - 十両優勝：1回（1966年9月場所）
  - 序二段優勝：1回（1957年1月場所）

### 場所別成績
| | 一月場所 初場所（東京） | 三月場所 春場所（大阪） | 五月場所 夏場所（東京） | 七月場所 名古屋場所（愛知） | 九月場所 秋場所（東京） | 十一月場所 九州場所（福岡） |
| --- | ----------------------- | ----------------------- | ----------------------- | --------------------------- | ----------------------- | --------------------------- |
| 1956年 （昭和31年） | x                       | （前相撲）              | 西序ノ口21枚目 5–3      | x                           | 西序二段81枚目 6–2      | x                           |
| 1957年 （昭和32年） | 西序二段36枚目 優勝 8–0 | 西三段目71枚目 7–1      | 西三段目29枚目 5–3      | x                           | 西三段目11枚目 5–3      | 西幕下78枚目 1–1–6          |
| 1958年 （昭和33年） | 西三段目10枚目 2–6      | 東三段目17枚目 6–2      | 東幕下82枚目 4–4        | 東幕下78枚目 5–3            | 東幕下69枚目 2–6        | 東三段目3枚目 6–2           |
| 1959年 （昭和34年） | 西幕下67枚目 4–4        | 東幕下65枚目 4–4        | 西幕下64枚目 4–4        | 東幕下61枚目 5–3            | 東幕下59枚目 4–4        | 西幕下57枚目 4–1–3          |
| 1960年 （昭和35年） | 西幕下55枚目 5–3        | 東幕下43枚目 5–3        | 東幕下31枚目 3–5        | 東幕下37枚目 6–1            | 東幕下20枚目 4–3        | 西幕下17枚目 3–4            |
| 1961年 （昭和36年） | 西幕下21枚目 4–3        | 西幕下15枚目 3–4        | 西幕下20枚目 3–4        | 東幕下23枚目 3–4            | 東幕下28枚目 3–4        | 西幕下33枚目 3–4            |
| 1962年 （昭和37年） | 東幕下37枚目 5–2        | 東幕下22枚目 6–1        | 東幕下6枚目 5–2         | 東幕下3枚目 5–2             | 東幕下2枚目 6–1         | 西十両14枚目 2–13           |
| 1963年 （昭和38年） | 西幕下6枚目 3–4         | 東幕下8枚目 3–4         | 東幕下10枚目 4–3        | 東幕下6枚目 6–1             | 東幕下筆頭 5–2          | 西十両17枚目 8–7            |
| 1964年 （昭和39年） | 東十両14枚目 8–7        | 東十両8枚目 6–5–4       | 東十両10枚目 5–10       | 西十両16枚目 8–7            | 西十両13枚目 10–5       | 東十両6枚目 3–12            |
| 1965年 （昭和40年） | 西十両16枚目 10–5       | 東十両8枚目 7–8         | 西十両9枚目 6–9         | 西十両12枚目 8–7            | 東十両10枚目 6–9        | 東十両14枚目 8–7            |
| 1966年 （昭和41年） | 西十両11枚目 8–7        | 東十両7枚目 6–9         | 西十両9枚目 10–5        | 西十両3枚目 6–9             | 東十両4枚目 優勝 12–3   | 西前頭11枚目 8–7            |
| 1967年 （昭和42年） | 東前頭8枚目 6–9         | 東前頭11枚目 4–11       | 東十両8枚目 7–7 (1引分) | 東十両8枚目 9–6             | 東十両3枚目 5–10        | 西十両9枚目 8–7             |
| 1968年 （昭和43年） | 東十両7枚目 8–7         | 西十両4枚目 9–6         | 東十両筆頭 8–7          | 東十両筆頭 5–10             | 東十両7枚目 7–8         | 東十両9枚目 7–8             |
| 1969年 （昭和44年） | 西十両9枚目 10–5        | 西十両3枚目 7–8         | 西十両4枚目 9–6         | 西十両筆頭 9–6              | 東前頭9枚目 7–8         | 東前頭10枚目 8–7            |
| 1970年 （昭和45年） | 西前頭5枚目 4–11        | 西前頭10枚目 6–9        | 西十両筆頭 6–9          | 西十両4枚目 7–8             | 東十両7枚目 9–6         | 西十両3枚目 7–8             |
| 1971年 （昭和46年） | 東十両5枚目 8–7         | 西十両2枚目 6–9         | 東十両7枚目 7–8         | 西十両8枚目 7–8             | 西十両10枚目 9–6        | 東十両4枚目 4–11            |
| 1972年 （昭和47年） | 西十両13枚目 9–6        | 西十両4枚目 6–9         | 西十両7枚目 8–7         | 西十両4枚目 7–8             | 西十両5枚目 6–9         | 西十両8枚目 8–7             |
| 1973年 （昭和48年） | 東十両6枚目 6–9         | 西十両12枚目 5–10       | 東幕下5枚目 4–3         | 西幕下3枚目 引退 1–4–2      | x                       | x                           |
| 各欄の数字は、「勝ち-負け-休場」を示す。 優勝 引退 休場 十両 幕下 三賞：敢=敢闘賞、殊=殊勲賞、技=技能賞 その他：★=金星 番付階級：幕内 - 十両 - 幕下 - 三段目 - 序二段 - 序ノ口 幕内序列：横綱 - 大関 - 関脇 - 小結 - 前頭（「#数字」は各位内の序列） |                         |                         |                         |                             |                         |                             |

### 幕内対戦成績
| 青ノ里 | 1 | 1 | 浅瀬川 | 1 | 1 | 朝登     | 1 | 1 | 旭國   | 1 | 3 |  |  |  |
| 嵐山   | 0 | 1 | 追風山 | 1 | 1 | 扇山     | 0 | 2 | 魁罡   | 1 | 1 |  |  |  |
| 海乃山 | 1 | 0 | 開隆山 | 1 | 1 | 和晃     | 1 | 0 | 金乃花 | 0 | 1 |  |  |  |
| 黒姫山 | 1 | 0 | 高鉄山 | 0 | 2 | 錦洋     | 0 | 1 | 大豪   | 1 | 2 |  |  |  |
| 大心   | 1 | 0 | 大雪   | 1 | 1 | 大雄     | 0 | 2 | 大竜川 | 2 | 2 |  |  |  |
| 高見山 | 0 | 1 | 鶴ヶ嶺 | 0 | 1 | 時葉山   | 2 | 0 | 栃王山 | 1 | 2 |  |  |  |
| 豊國   | 1 | 1 | 戸田   | 1 | 2 | 長谷川   | 0 | 1 | 花光   | 3 | 2 |  |  |  |
| 廣川   | 2 | 1 | 福の花 | 1 | 4 | 藤ノ川   | 1 | 0 | 二子岳 | 0 | 3 |  |  |  |
| 前の山 | 0 | 1 | 増位山 | 0 | 1 | 三重ノ海 | 2 | 2 | 禊鳳   | 1 | 0 |  |  |  |
| 明武谷 | 2 | 2 | 陸奥嵐 | 0 | 1 | 義ノ花   | 1 | 0 | 龍虎   | 0 | 1 |  |  |  |
| 若杉山 | 1 | 0 | 若秩父 | 1 | 1 | 若天龍   | 0 | 2 | 若浪   | 2 | 1 |  |  |  |
| 若鳴門 | 2 | 1 | 若乃洲 | 2 | 1 | 若二瀬   | 1 | 3 | 若見山 | 0 | 2 |  |  |  |

## 年寄変遷
- 押尾川 研二（おしおがわ けんじ）1973年7月-1973年9月
- 西岩 研二（にしいわ -）1973年9月-2005年2月